# Kékhomlokú rozsdafarkú
A kékhomlokú rozsdafarkú (Phoenicurus frontalis) a madarak osztályának a verébalakúak (Passeriformes) rendjéhez és a  légykapófélék (Muscicapidae) családjához tartozó faj.

## Rendszerezése
A fajt Nicholas Aylward Vigors ír ornitológus írta le 1832-ben.

## Előfordulása
Dél- és Délkelet-Ázsiában, Afganisztán, Bhután, Kína, India, Laosz, Mianmar, Nepál, Pakisztán, Thaiföld és Vietnám területén honos. 
Természetes élőhelyei a szubtrópusi és trópusi síkvidéki és hegyi esőerdők, füves puszták és cserjések, valamint szántóföldek, ültetvények és vidéki kertek. Magassági vonuló.

## Megjelenése
Testhossza 15–16 centiméter, testtömege 12–19 gramm.  A nemek tollazata különbözik.
|  |  |

## Természetvédelmi helyzete
Az elterjedési területe rendkívül nagy, egyedszáma pedig stabil. A Természetvédelmi Világszövetség Vörös listáján nem fenyegetett fajként szerepel.